# 夏の匂い
「夏の匂い」（なつのにおい）は、日本のバンド、LUNKHEADのメジャー8枚目のシングルである。2006年7月19日発売。発売元はビクターエンタテインメント。

## 概要
- LUNKHEAD初となるタイアップシングル。
- PV監督は下山天。北条隆博・多部未華子が出演。

## 収録曲
1. 夏の匂い(4:40)
作詞・作曲：小高芳太朗、編曲：LUNKHEAD・吉澤瑛師
2. 前進／僕／戦場へ Age26(4:40)
作詞・作曲：小高芳太朗、編曲：LUNKHEAD
シングル「白い声」及び「地図」に収録されている曲のリアレンジ

## 収録アルバム
- オリジナル『FORCE』（2007年6月27日）

## タイアップ
- 夏の匂い：カルビー「夏ポテト」CMソング